# Van Maerlantklooster

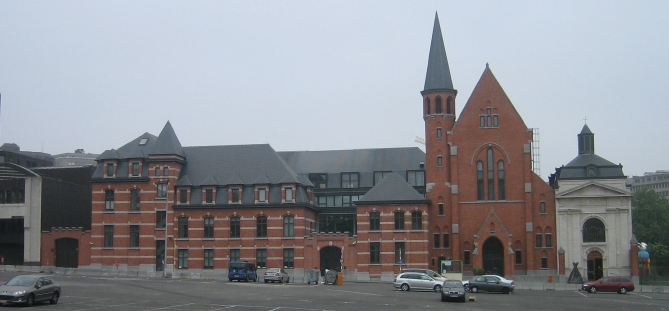
Van Maerlantklooster met rechts de neogotische kloosterkerk en geheel rechts de Verrijzeniskapel

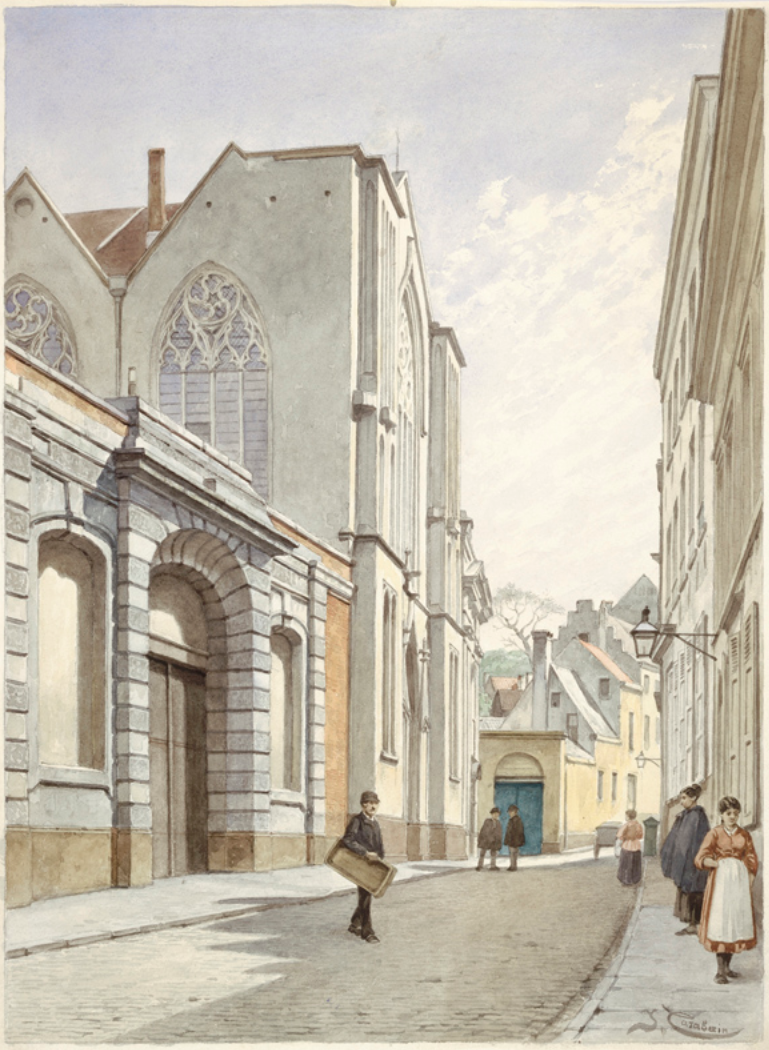
Neogotische kerk van het eerste klooster in de Stuiversstraat (Jacques Carabain, 1894-87).

Het Van Maerlantklooster is een voormalig klooster gelegen aan de Van Maerlantstraat te Brussel.

## Geschiedenis
De Brusselse congregatie van Dames de l'Adoration Perpétuelle (Zusters van de Altijddurende Aanbidding) werd gesticht in 1844 door Anna de Meeûs. Het Brusselse klooster werd in 1850 gevestigd in het Salazarhof aan de Stuiversstraat. Als kapel werd de latere Verrijzeniskapel uit 1435 gebruikt. Deze was echter spoedig te klein, waarop de aan de kapel palende vleugel van het Salazarhof werd afgebroken en vervangen door een neogotische kloosterkerk in rode baksteen.
In 1907 werd de grond onteigend in verband met de geplande aanleg van de Kunstberg en de Noord-Zuidverbinding. Aan de Van Maerlantstraat in de Maalbeekvallei werd toen een nieuw klooster gebouwd, deels een replica van het onteigende klooster. De kloosterkerk aan de Van Maerlantstraat is een enigszins versoberde uitvoering van het origineel. Ook de kapel werd volledig nagebouwd. De originele kerk en kapel verdwenen in 1955 om plaats te maken voor de Ravensteingalerij.
In 1974 verlieten de zusters het klooster. Het klooster, het enige vooroorlogse gebouw aan de Van Maerlantstraat, dreigde gesloopt te worden om plaats te maken voor appartementen. Het werd echter uiteindelijk aangekocht door de Raad van de Europese Unie. Renovatie volgde en in 1996 werd het complex heropend en kreeg de functie van bibliotheek en bezoekerscentrum ten dienste van de Europese Commissie. Ook de Verrijzeniskapel werd in 2001 gerenoveerd, waarbij ze een nieuw interieur kreeg. Ze werd heringewijd als een rooms-katholieke kerk met een oecumenische oriëntatie.